# إنريكي بالدوين
إنريكي بالدوين (بالإسبانية: Enrique Baldwin)‏ هو لاعب رماية بيروفي، (ولد في كاياو في بيرو 1909 – 1988 م).

## وصلات خارجية
- إنريكي بالدوين على موقع أوليمبيديا (الإنجليزية)